# Paseban (Bayat)
Paseban is een bestuurslaag in het regentschap Klaten van de provincie Midden-Java, Indonesië. Paseban telt 4948 inwoners (volkstelling 2010).